# Rachel Grant
Rachel Louise Grant de Longueuil, más conocida como Rachel Grant (Luzón, Filipinas; 25 de septiembre de 1977), es una actriz, presentadora de televisión y escritora británica de origen filipino, conocida por interpretar a la chica Bond Fuentes Pacíficas del Deseo en la película de James Bond Die Another Day.
Se crio en Nottingham (Inglaterra) y asistió a la escuela de arte dramático en Londres. Desde entonces, ha vivido en Manila (Filipinas) y Los Ángeles, más tarde trasladándose a Nueva York.
Es de ascendencia británica, francocanadiense, filipina y española a través de sus padres.

## Primeros años

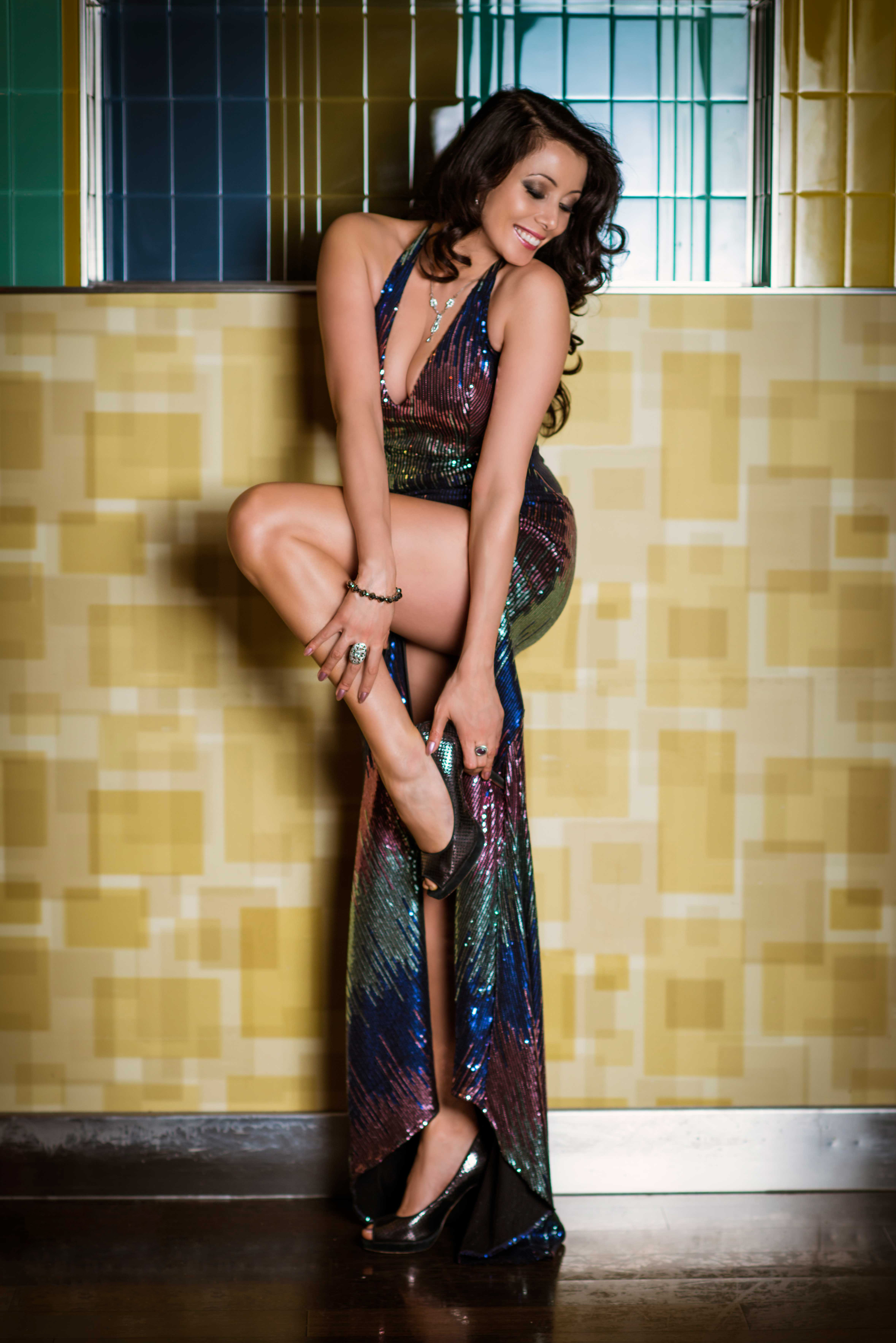
Rachel Grant

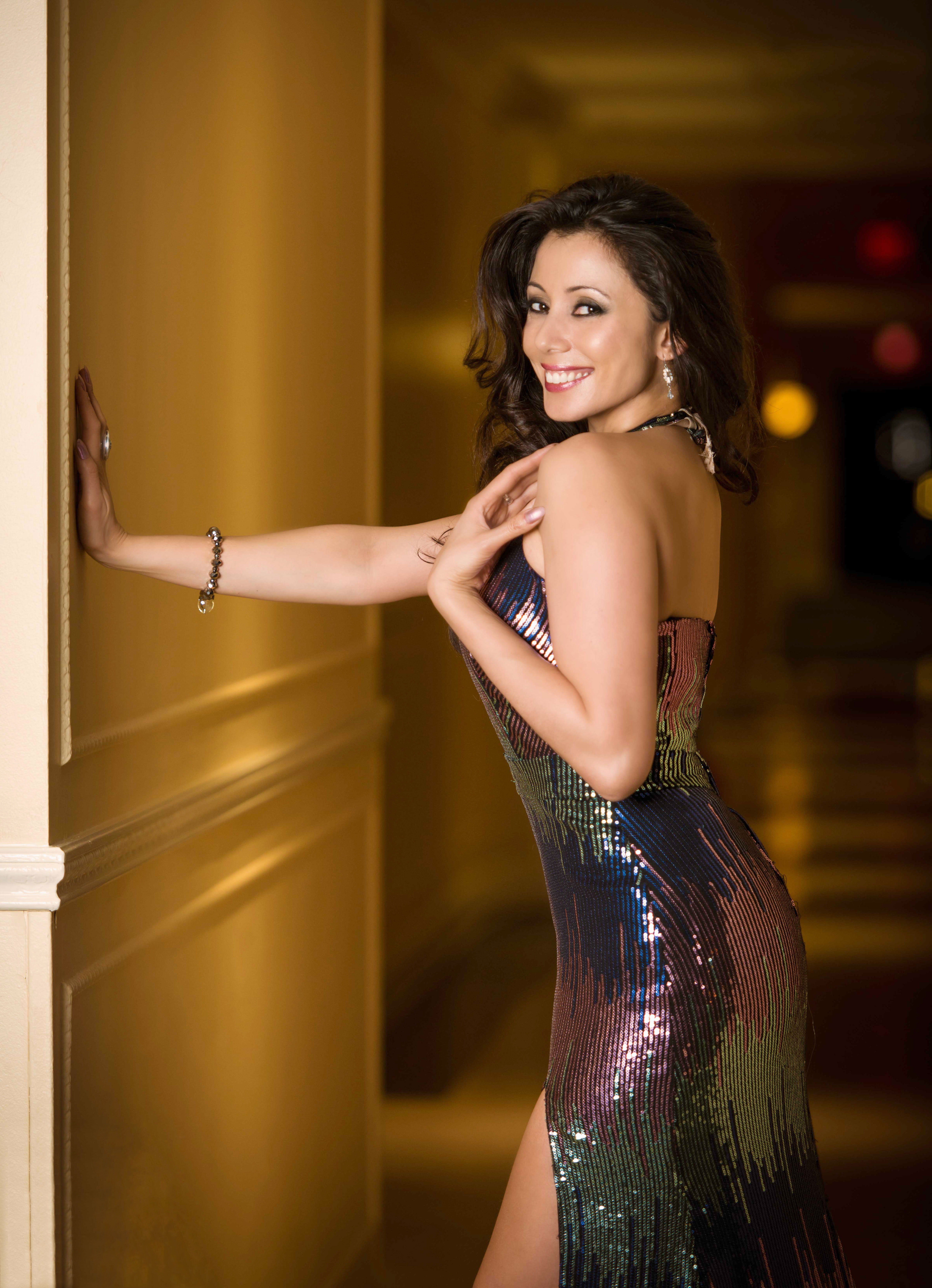
Rachel Grant

Rachel Grant asistiendo a un almuerzo en Washington D. C. en honor al Presidente de Filipinas Benigno Aquino III.

Nacida en la isla de Luzón, en Filipinas, Grant se trasladó al Reino Unido cuando era una bebé. Su padre británico, un médico jubilado y artista, es Michael Grant, XII barón de Longueuil. Está emparentada con la realeza británica a través de su abuelo y famoso artista, Raymond Grant, XI barón de Longueuil (primo segundo de la reina Isabel II), cuya madre era Lady Ernestine Bowes-Lyon. Su madre filipina Isabel Padua-Grant es fundadora de la caridad registrada The Padua Charitable Fund que ayuda a recaudar fondos para las comunidades pobres en las Filipinas. Grant tiene una hermana mayor, la modelo y profesora de ballet en la Angela Grant School of Dance en Londres Angela Grant (nacida en 1974), una hermana menor, la actriz Rebecca Grant (nacida en 1981) y un medio hermano menor, David-Alexander (nacido en 1984).
Cuando era niñas, las tres hermanas Grant (Angela, Rachel y Rebecca) asistieron a la Nora Morrison School of Dance en Nottingham durante varios años, realizando representaciones y recaudando fondos para los ciegos y sordos, ganando medallas nacionales y trofeos a través de representaciones teatrales y competiciones en Nottingham. Su madre Isabel diseñó y fabricó todos sus vestuarios.

## Carrera
Grant fue una reina de belleza internacional y Miss Hawaiian Tropic. Ella interpretó a la chica Bond Fuentes Pacíficas del Deseo en la película de James Bond Die Another Day. Su primer papel en televisión fue Nina, la anfitriona del show de horror Sci-fright en Syfy. Ella interpretó a la profesora Myang Li en la serie de Sky One Brainiac: Science Abuse. Ella ha tenido papeles en teatro y en la televisión británica muestra incluyendo Emmerdale, Murder in Suburbia, Blue Murder and Casualty. Ella también apareció como Maria Ronson en la película Until Death con Jean-Claude Van Damme y Stephen Rea y en The Purifiers con Dominic Monaghan.

## Filmografía

### Cine
- Die Another Day como Fuentes Pacíficas del Deseo (2002)
- The Purifiers como Li (2004)
- Brotherhood of Blood como Jill (2006)
- Until Death como Maria Ronson (2007)
- The Tournament como Lina Sofia (2009)
- The African Game como Bian (2010)

### Televisión
- Emmerdale como Tanya (1999)
- Masters of Combat como Kali (2001)
- Sci-fright como Nina (2001)
- Brainiac: Science Abuse como la profesora Myang Li (2003-2007)
- Blue Murder como DC Jenny Chen (2003)
- Zero to Hero como Nemesis (2004)
- Casualty como Marie Webster (2004)
- Starhyke como Wu Oof (2006)
- Murder in Suburbia como Sandra Foy (2004)